# Sibaropsis hammittii
Sibaropsis hammittii  es una especie de la familia de las brasicáceas. Es el único miembro del género Sibaropsis.

## Descripción
Tiene tallos que alcanzan un tamaño de 0,5-2 dm de altura, no ramificado o ramificado (varios, ascendente) cerca de la base. Hojas basales pronto se marchitan. Las caulinarias con lámina algo carnosa, estrictamente lineal, de 10 o 15 hasta 30 o 45 mm × 0,5-1 mm. La fructificación pedicelada 2,5-4 mm. Flores: sépalos 2,8 a 3,2 × 0,5-1 mm; pétalos 8,5-10 × 2-2,5 mm, los márgenes no crispados, garra atenuada en la base, de 5-6 mm, más larga que la hoja. Frutas erectas,  20-25 mm × 0,7 a 0,9 mm; estilo (1,5-) 3-4,5 mm. Semillas del color rojizo al oliva-marrón oscuro, 1-1,3 × 0,5-0,6 mm. Tiene un número de cromosomas de  2n = 28.

## Distribución y hábitat
Se distribuye por California en parches abiertos, relativamente húmedos, el suelo de arcilla pesada dominados por gramíneas nativas geófitas y anuales. Florece en marzo-abril (primavera)

## Taxonomía
Sibaropsis hammittii fue descrita por S.Boyd y T.S.Ross y publicado en Madroño 44(1): 30–46, f. 1 [map], 2–4. 1997.